# Ius trium liberorum
La lex trium liberorum (diritto dei tre figli) fu una parte normativa della legislazione sociale introdotta da Augusto che puntava a rendere più numerose le famiglie, garantendo privilegi ai genitori di tre o più figli liberi. Tale diritto fu compreso nella Lex Papia Poppaea del 9 d.C. I privilegi destinati ai maschi comprendevano le agevolazioni nella carriera militare, mentre per le donne si garantiva la liberazione delle stesse dall'obbligo dell'assistenza dell'educatore (tutela).
Fruirono del diritto personaggi illustri, quali Livia (che ebbe a ogni modo solo due figli), Marziale, che lo ricevette da Tito, Svetonio e Plinio il Giovane.